# Авазбакеєва
Авазбаке́єва (рос. Авазбакеева) — присілок у складі Ялуторовського району Тюменської області, Росія.
Населення — 205 осіб (2010, 270 у 2002).
Національний склад станом на 2002 рік:
- татари — 76 %